# جورجی سامپایو
خورخه فرناندو برانکو د سامپایو (انگلیسی: Jorge Fernando Branco de Sampaio؛ زادهٔ ۱۸ سپتامبر ۱۹۳۹ – درگذشتهٔ ۱۰ سپتامبر ۲۰۲۱) یک وکیل و سیاستمدار اهل پرتغال بود که از سال ۱۹۹۶ تا ۲۰۰۶ به عنوان هجدهمین رئیس‌جمهور پرتغال فعالیت کرد. او عضو حزب سوسیالیست بود، حزبی که آن را بین سال‌های ۱۹۸۹ تا ۱۹۹۲ رهبری کرد. وی همچنین از سال ۱۹۹۰ تا ۱۹۹۵ به عنوان ۶۹امین شهردار لیسبون خدمت کرده و از سال ۲۰۰۷ تا ۲۰۱۳، نمایندهٔ عالی اتحاد تمدن‌ها بود.
خورخه سامپایو در ۱۰ سپتامبر ۲۰۲۱، در سن ۸۱ سالگی بر اثر نارسایی تنفسی درگذشت.